# Claremont (Jamajka)
Claremont – miasto na Jamajce, w regionie Saint Ann.